# بیرچی بی
بیرچی بی (به انگلیسی: Birchy Bay) یک منطقهٔ مسکونی در کانادا است که در نیوفاندلند و لابرادور واقع شده‌است.